# Boulette de graines

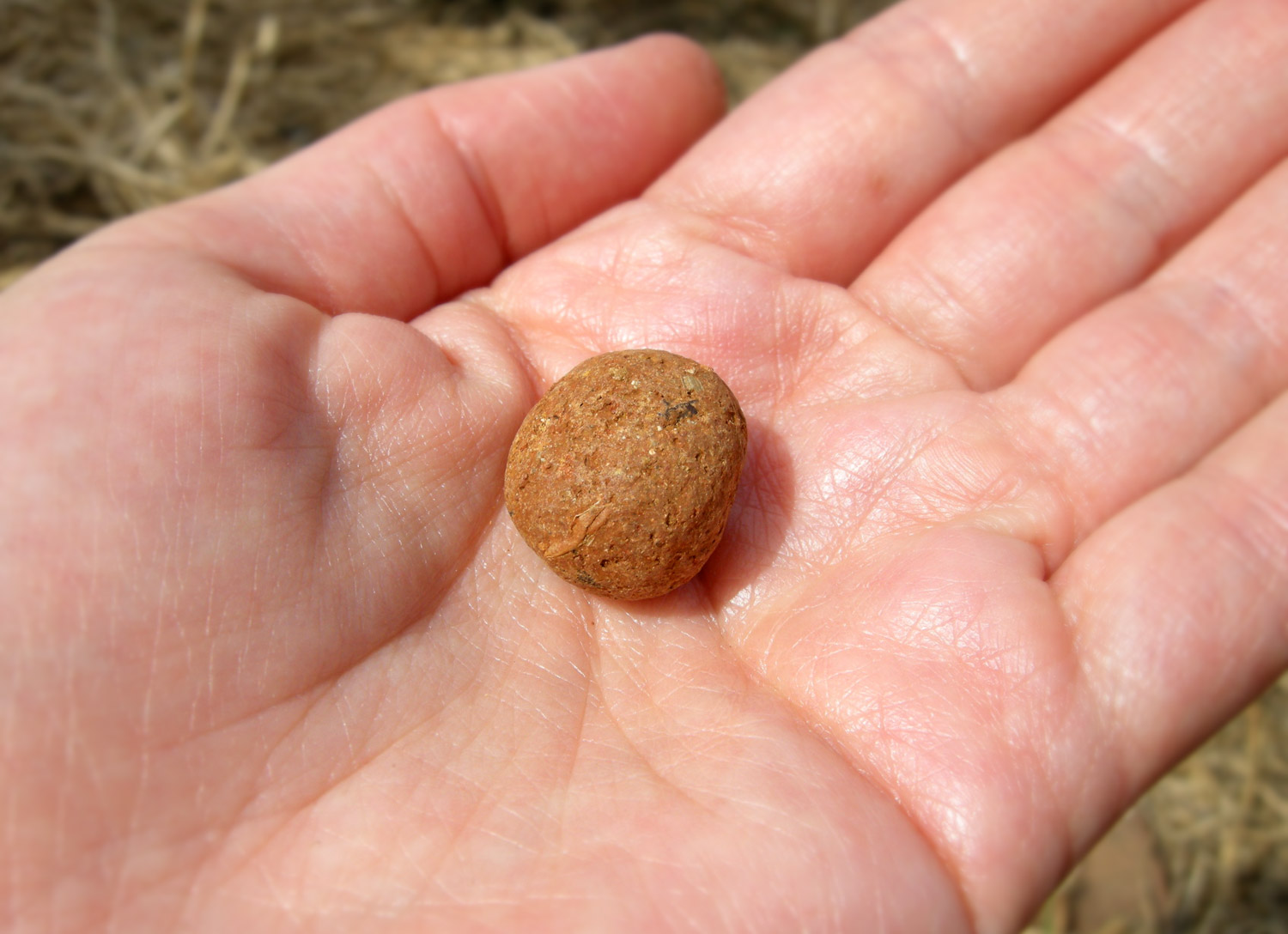
Boulette de graines.

Les boulettes de graines, également appelées bombes à graines ou bombes de graines, sont constituées de graines variées enrobées d'argile, le tout façonné en forme de sphères plus ou moins grosses, avec d'éventuels additifs destinés à favoriser la germination et la pousse des plantules en milieu hostile. Cette technique ancestrale, longtemps oubliée, a été redécouverte au XXe siècle par un botaniste japonais et popularisée au XXIe siècle en occident avec l'engouement pour la permaculture.

## Origine

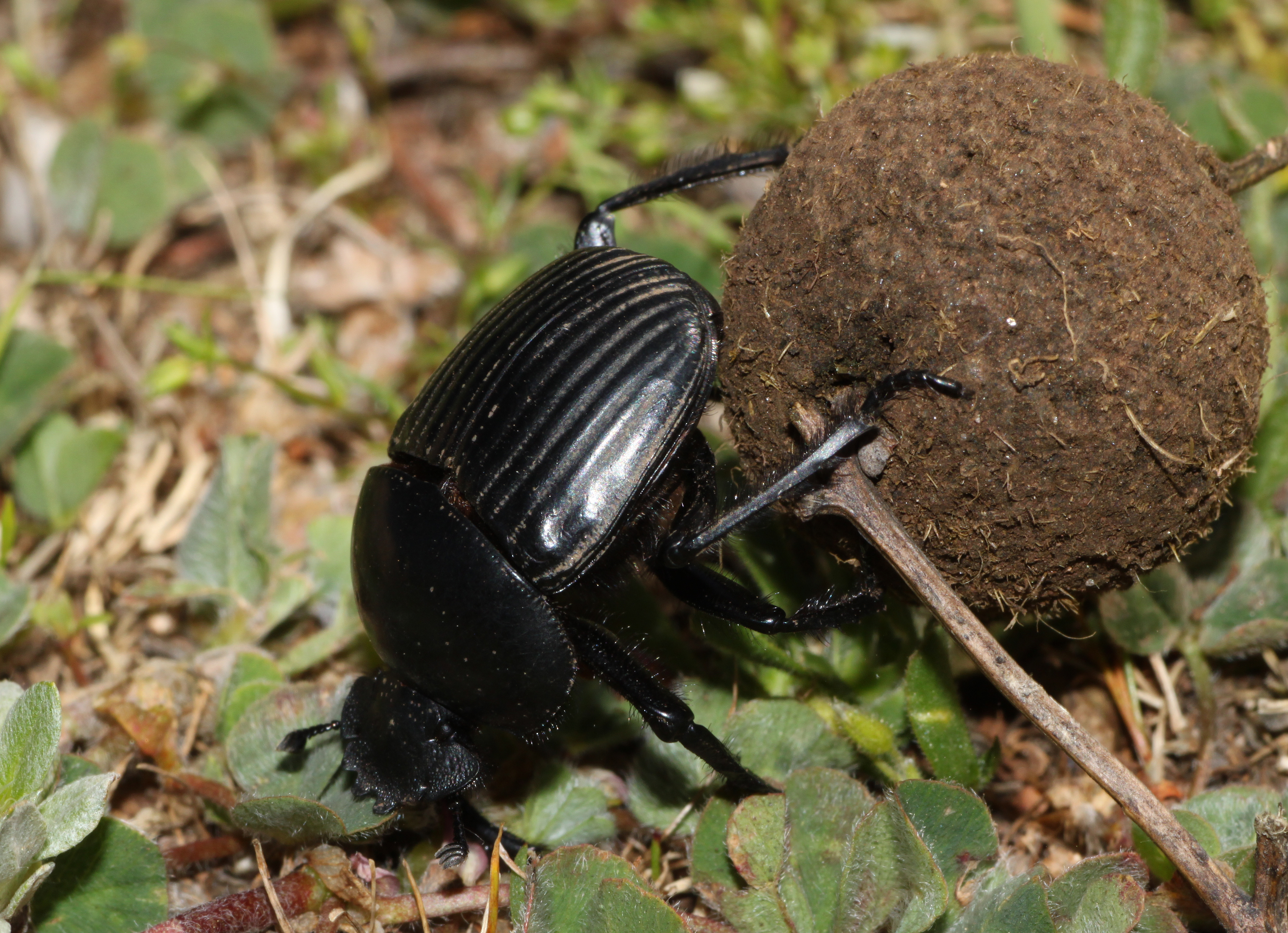
Le bousier dissémine involontairement des graines dans des boules de fumier.

Les poteries d'argile sont connues pour assurer la conservation des graines sur des périodes très longues, à condition d'être conservées dans un milieu optimal.
Le principe reproduit celui des graines que le bousier dissémine involontairement en véhiculant des boules d'excréments d'oiseaux avec lesquels elles sont agglomérées.
La technique des boulettes a été utilisée dans l'Antiquité au Moyen-Orient, en Égypte et dans certaines parties de l'Afrique du Nord. Dans l’Égypte ancienne ce procédé était utilisé pour remettre en état les fermes après les crues annuelles du Nil (inondations printanières). Elle est par la suite tombée dans l'oubli.
Au cours de la Seconde Guerre mondiale, la technique des boulettes de graines a été remise au goût du jour par Masanobu Fukuoka, un agriculteur japonais pionnier, connu pour son engagement en faveur de l'agriculture naturelle. Ce phytologue qui travaillait dans un laboratoire du gouvernement et qui a vécu sur l'île montagneuse de Shikoku, voulait trouver un moyen d'accroître la production alimentaire, sans supprimer les terres déjà allouées à la production du riz traditionnel. Il lisait beaucoup et découvrit l'ancienne technique, particulièrement adaptée aux sols riches volcaniques du Japon.
Moshe Alamaro, ingénieur en aéronautique du MIT, développe en 1997 un projet de reforestation à grande échelle inspiré des boulettes de graines, dans lequel de jeunes plants de sapins, enserrés dans un cône biodégradable contenant des nutriments, seraient parachutés et prendraient racine.

## Composition

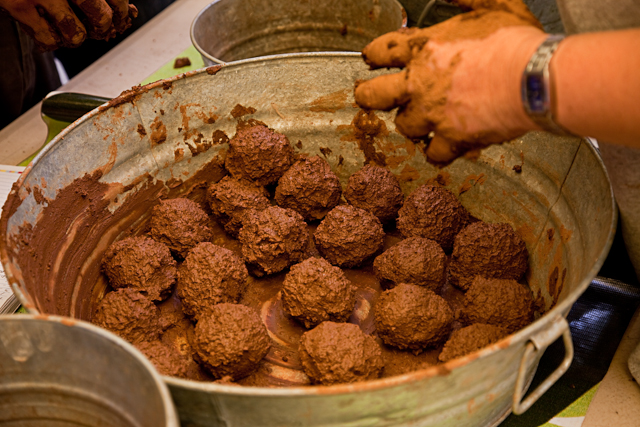
Fabrication des boulettes de graines et d'argile.

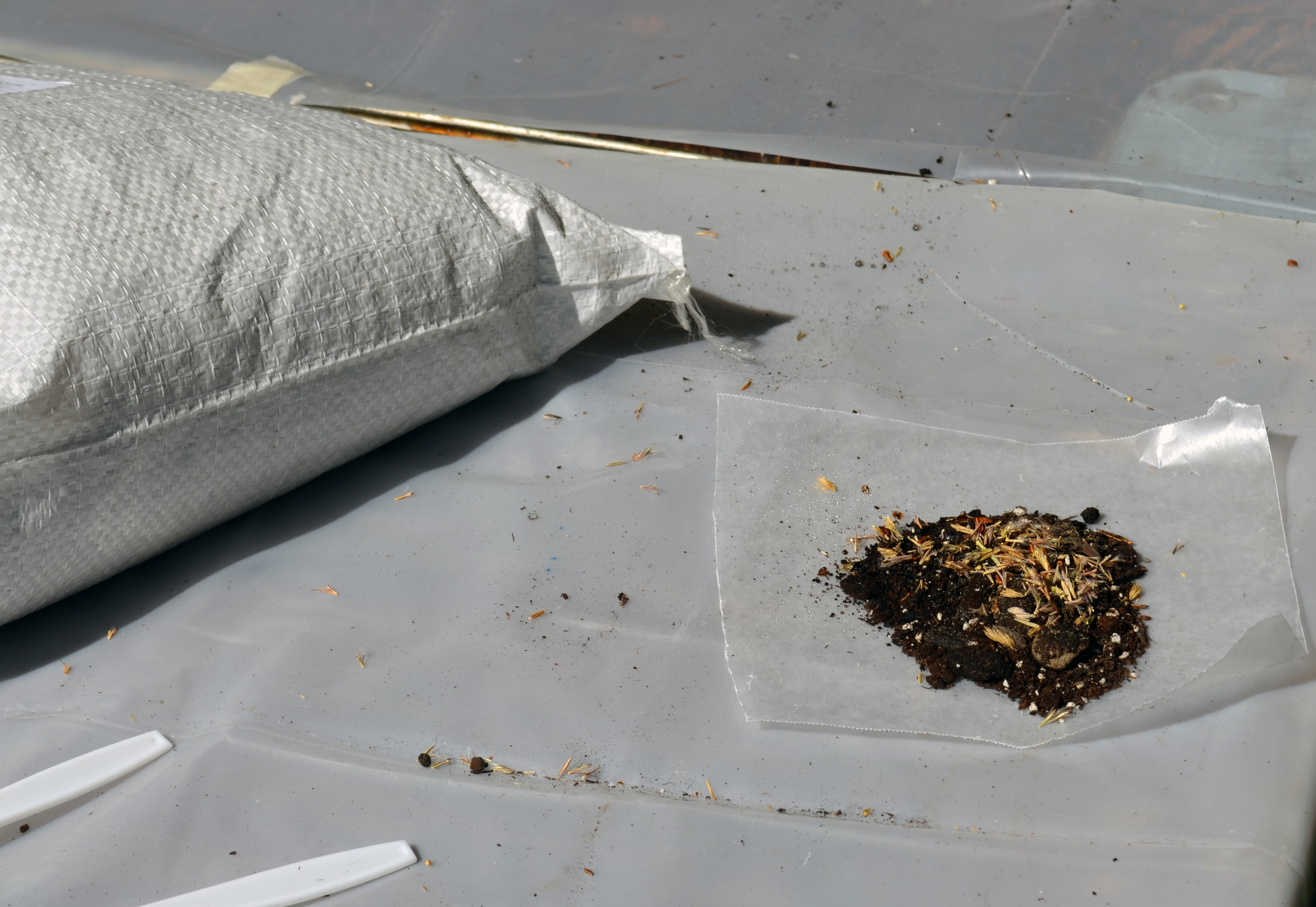
Composants d'une boulette

On fait généralement une boulette de graines en utilisant environ cinq volumes d'argile, de préférence de l'argile volcanique rouge, combiné avec un volume de graines. Les boules mesurent entre 10 mm et 80 mm de diamètre. Dans ce mélange, divers additifs peuvent être inclus, comme de l'humus ou du compost. Ces derniers sont placés autour des graines, au centre de la boule. Du coton ou du papier humidifiés sont parfois mélangés à l'argile afin de la renforcer et protéger la boulette pendant le semis quand elle est jetée, ou dans des milieux particulièrement hostiles. Aujourd'hui, dans une optique de valorisation des déchets, certaines boulettes de graines sont fabriquées directement à partir des chutes issues de la création de papier ensemencé auxquelles sont simplement ajoutés de l'argile et de la terre. 

## Utilisation

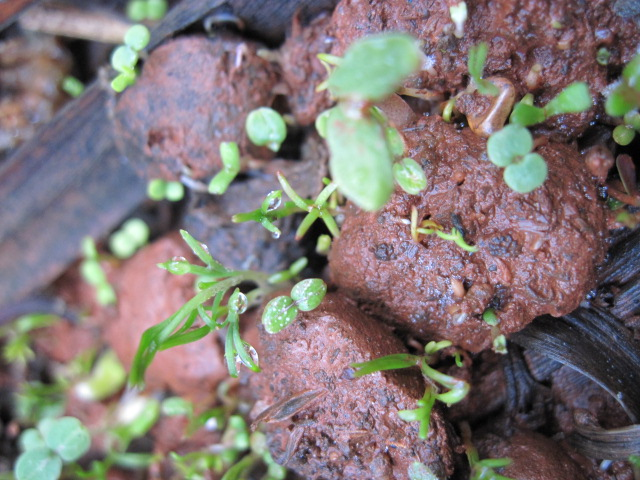
Boulettes en cours de germination

Les bombes doivent être conservées au sec si on veut retarder la germination des graines qu'elles contiennent.

### Ensemencement
Ces petites boules sont un des moyens pratique pour ensemencer des terrains difficiles. Elles sont utilisées dans différentes régions pour le réensemencement des écosystèmes dans les zones de déserts artificiels. Elles permettent de limiter les risques de consommation des graines par des insectes et des animaux avant que les pluies imbibent la boule d'argile et déclenchent la germination. Les graines contenues dans ces sphères germent alors dans des conditions plus adapté au  climat ou à la région.
Ce mode de propagation des plantes ne convient pas à tous les types de graines. Certaines espèces voient leur taux de réussite amélioré par l'enrobage en boule d'argile, tandis que d'autres  nombreuses graines d'arbres nécessitent notamment d'être stratifiées en terre durant un temps de dormance suffisamment long pour permettre la germination.

### Militantisme pour la biodiversité

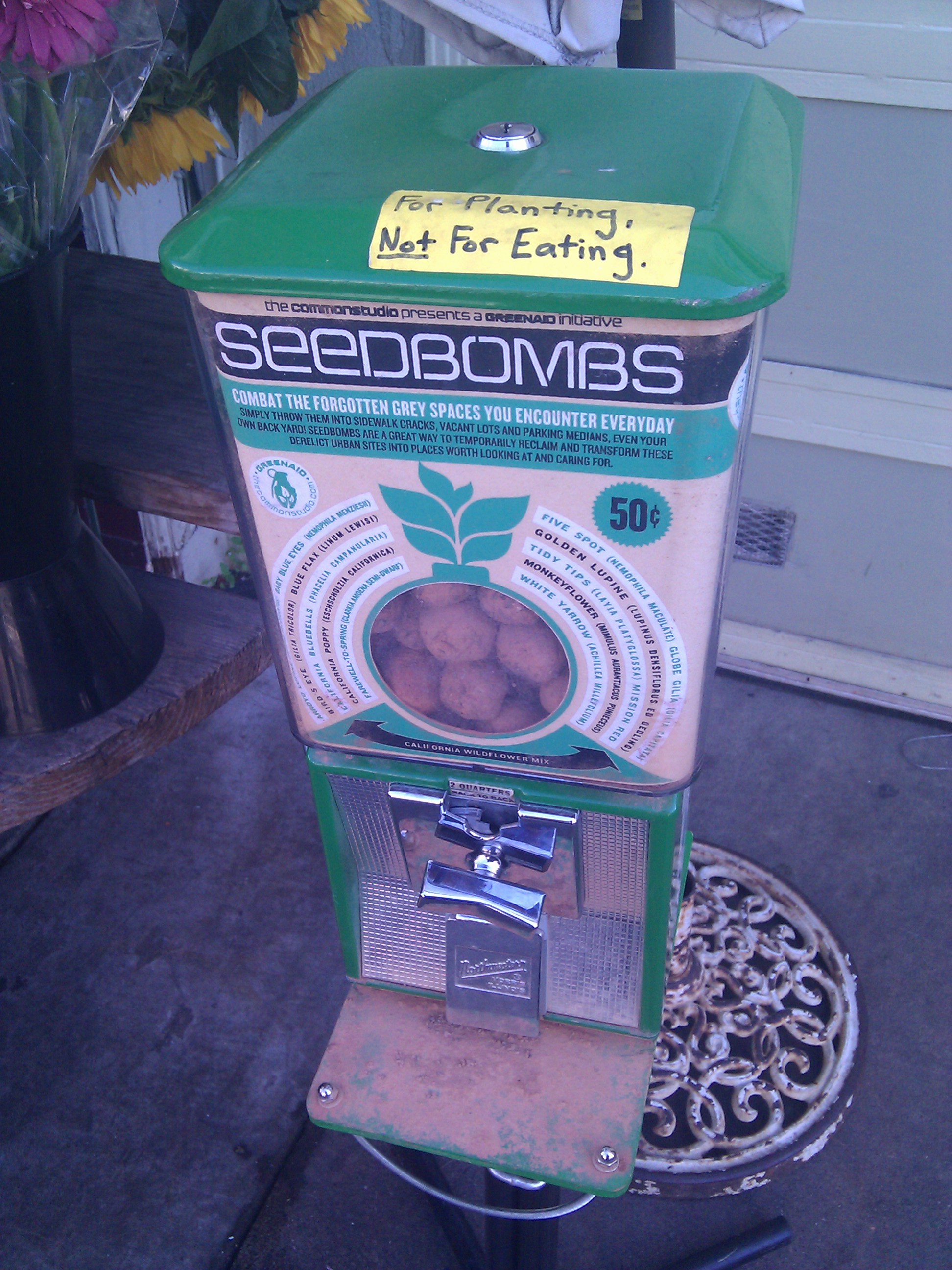
Distributeur de « bombes de graines », vendues à San Francisco pour combattre la grisaille des espaces urbains.

Rebaptisées « bombes de graines » dans le cadre du mouvement de la guérilla jardinière, les boulettes sont fabriquées et distribuées par les militants ou sympathisants du mouvement pour végétaliser clandestinement les espaces urbains ou à des fins plus précises, comme favoriser les papillons et autres insectes ou se rebeller contre la firme Monsanto. Friches, jardins de curé, remblais de chantiers, berges, toits plats et autres zones incultes du tiers paysage deviennent alors de lieux de réappropriation de l'espace urbain pour un retour de la biodiversité urbaine. Ce militantisme revendique le sens de la responsabilité, et rejette toute forme de vandalisme.